# Indische Buurt
Die Indische Buurt (deutsch Indisches Viertel) ist ein Stadtviertel im Stadtbezirk Amsterdam-Oost (Provinz Nordholland) und hatte 22.045 Einwohner im Jahr 2024.

## Geschichte
Am Beginn des 20. Jahrhunderts wurde die Indische Buurt angelegt als Arbeiterviertel für Hafenarbeiter und gehört heute zum Stadtteil Oost. Es ist ein multikulturelles Stadtviertel mit hohem Anteil an Einwanderern. Unter seinen Bewohnern haben 65 % einen Migrationshintergrund (niederländisch allochtoone) aus etwa 150 Ländern. Die größten Einwanderergruppen stammen dabei aus der Türkei, Marokko und Suriname.

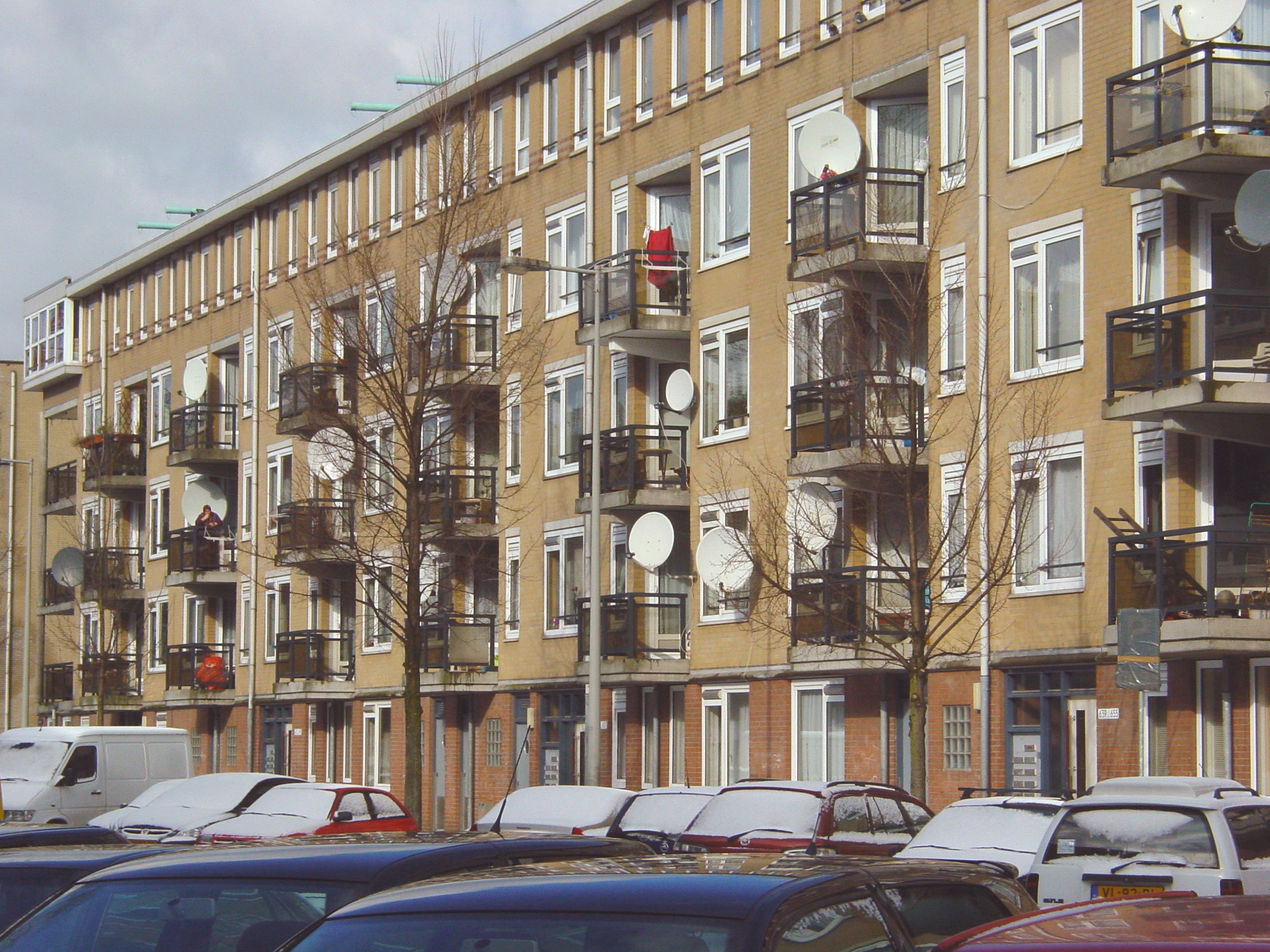
Neubauwohnungen in der Indischen Buurt

Das Viertel wird unterteilt in West Indische buurt und Oost Indische buurt. Nachdem in den 1960er Jahren das östliche Hafengebiet in den Westen der Stadt verlegt worden war, war für die Hafenarbeiter keine Zukunft mehr und aus dem ursprünglichen Arbeiterviertel wurde ein Wohnviertel. In den 1970er Jahren wurden ältere Häuser abgebrochen und es entstanden Neubauwohnungen unter anderem im Stil der Amsterdamer Schule.
An der östlichen Seite des Viertels liegt der 1928 angelegte Flevopark. Hier liegt an der nördlichen Seite die Brücke Schellingwouderbrug, die das Viertel mit Amsterdam Noord verbindet. Am 2. September 2007 wurde der Platz Timorplein offiziell eröffnet mit einem Kino, einem Theater sowie einem Kongress- und Konferenzgebäude.

## Verkehrsverbindungen
Die Amsterdamer Straßenbahnen (Tram) Nr. 1, 3 und 14 fahren durch die Indische buurt. Nr. 3 und 14 haben Haltestellen am Flevopark. Die Züge (Trein) in Richtung Hauptbahnhof Amsterdam, Rotterdam, Utrecht, Almere und Amersfoort halten an der Muiderpoortstation.

## Indische buurtenin anderen Städten
Wohnviertel mit dem Namen Indische buurt gibt es unter anderem in den niederländischen Städten Almere, Beverwijk, Groningen, Meppel, Nijmegen, Zwolle, Amersfoort und Leeuwarden.